# دمیرچی‌لر (بورچکا)
دمیرچی‌لر (به ترکی استانبولی: Demirciler) یک منطقهٔ مسکونی در ترکیه است که در بورچکا واقع شده‌است. دمیرچی‌لر ۹۳۵ نفر جمعیت دارد و ۴۶۰ متر بالاتر از سطح دریا واقع شده‌است.